# Даубах (Хунсрюк)
Даубах (нем. Daubach) — община в Германии, в земле Рейнланд-Пфальц.
Входит в состав района Бад-Кройцнах. Подчиняется управлению Бад Зобернхайм. Население составляет 231 человек (на 31 декабря 2010 года). Занимает площадь 2,91 км².